# Смертельная ошибка
«Смерте́льная оши́бка» (нем. Tödlicher Irrtum) — фильм режиссёра Конрада Петцольда из цикла вестернов киностудии ДЕФА с участием Гойко Митича. ГДР, 1969 год (премьера — 1970 год).

## Сюжет
США, конец XIX века. Недалеко от Скалистых гор компания «Вайоминг Ойл» обнаруживает месторождение и начинает добычу нефти. Вожди индейских племён, на землях которых ведутся разработки, становятся партнёрами-акционерами. Но один за другим они загадочно погибают. Подозрение в их устранении падает на белого предпринимателя Майка Аллисона. Помощник шерифа Крис Ховард и его сводный брат, вождь одного из племён шошонов пытаются доказать его вину. Злоумышленники, среди которых оказывается и шериф, изобличены и переданы правосудию, но в решающей схватке с бандитами Ховард погибает.

## В ролях
- Армин Мюллер-Шталь — Крис Ховард
- Гойко Митич — Черный Барс
- Хоппе Рольф — Майк Аллисон
- Аннекатрин Бюргер — Каролин
- Кристина Миколаевска — Джесси
- Кати Буш — Белый Лист
- Ханньо Хассе — Ли Гарретт
- Хартмут Бир — Паркер
- Ханс Клеринг — Митч Чендлер
- Рольф Людвиг — Кид Кирни
- Вильгельм Кох-Хоге — Рейнольд
- Миливойе Попович-Мавид — эпизод
- Нико Турофф — торговец